# Sunny Hill
Sunny Hill (hangul: 써니힐) é um grupo feminino (anteriormente co-ed) sul-coreano formado pela For Everyone Media em 2007. O grupo atualmente é formado por quatro integrantes, sendo elas: Bitna, Geonhee, Eunju e Kota, a formação atual do grupo.
Janghyun deixou o grupo em 2014 e Jubi e Misung deixaram o grupo em 2019.

## História

### 2007-09:Love Lettere 2008My Summer
Sunny Hill estreou em setembro de 2007 como um grupo co-ed, formado pelos membros Janghyun, Jubi e Seungah. Seu primeiro lançamento foi o álbum Love Letter, que mais tarde ganhou o prêmio Excellent Newcomer Album. Após esse sucesso, o grupo lançou seu segundo álbum, 2008 My Summer. O grupo então teve um hiato musical e só lançou várias músicas para trilhas sonoras de filmes e drama.

### 2010-11: Mudança de gravadora, novos membros eMidnight Circus
Após o hiato musical, Sunny Hill migrou para a Nega Network, gravadora do grupo feminino Brown Eyed Girls. A Nega Network apresentou mais tarde um novo membro do grupo, Kota.
Sunny Hill rapidamente foi jogado em seu primeiro projeto sob a Nega Network, apresentando no single digital Mamma Mia da Narsha. Janghyun não participou vocalmente da faixa, mas participou da apresentação ao vivo. O grupo rapidamente se tornou conhecido como "Grupo Narsha", devido à falta de popularidade entre os fãs do K-pop. Após as promoções de Mamma Mia, a Nega Network introduziu um novo membro para o grupo, Misung. O quinteto lançou single Pit-A-Pat para o drama coreano The Greatest Love . A música atraiu muita atenção e marcou altas posições em gráficos musicais.
Sunny Hill fez outra mudança de gravadora inesperada para o LOEN Entertainment . Em 3 de junho de 2011, o primeiro extended play de Sunny Hill, Midnight Circus com a mesma faixa-título do nome do álbum foi lançado. Em 4 de agosto de 2011, Sunny Hill lançou sua balada de seguimento, Pray. A música continuou a crescente popularidade do grupo e foi alcançou no Top 10 do Gaon Chart, apesar de não haver promoções ao vivo.

### 2012: Antique Romance
Em 13 de janeiro de 2012, o Sunny Hill fez seu retorno com seu primeiro single de estilo maxi The Grasshoppers. O single atingiu o Top 3 do Gaon Chart. Em 20 de janeiro, foi anunciado que Janghyun entraria em seu serviço militar obrigatório em 31 de janeiro.
Em 14 de abril, anunciou-se que o Sunny Hill faria retorno como grupo de quatro membros com o single digital The White Horse Coming?.  Sunny Hill lançou seu single digital The White Horse Coming? em 19 de abril. No dia seguinte, relatou-se que a música tinha tocado em vários sites de música como Soribada, Melon, Mnet e Bugs.
No dia 6 de dezembro, o extended play de Sunny Hill, Antique Romance com a faixa-título Goodbye to Romance foi lançado. A faixa-título foi descrita sobre a primeira história de amor dos membros. O álbum foi bem sucedido e duas músicas do álbum chegaram às 10 canções do Top Gaon Chart.

### 2013: Young Folk
Em 5 de abril, Sunny Hill lançou uma colaboração Love Actually com o grupo de rock moderno sul-coreano chamado DayBreak, como parte do álbum do projeto Re: code - Episode III. No dia 6 de abril, o vídeo musical foi lançado com as aparições do comediante Kim Sungwon, Defconn e Kwanghee do ZE:A
Em 10 de junho, anunciou-se que Sunny Hill estaria fazendo o retorno com o extended play, Young Folk. A faixa-título seria uma música popular com o músico popular Hareem. No mesmo dia, o grupo realizou um showcase anunciando seu retorno. O Sunny Hill lançou oficialmente Young Folk no dia 19 de junho e marcou gráficos em tempo real.
Em 13 de agosto, Kota apareceu em um dueto com o Kim Hyung-jun do SS501 intitulado, Always Love You, um single digital especial, com um lançamento de um vídeo teaser em 8 de agosto. A música é um R&B de mídia acústica produzido pelo próprio Kim Hyung-jun, enquanto o video musical tem um tema de história de amor inocente, filmado no aeródromo da Universidade Hanseo.
Em 30 de outubro de 2013, o líder Janghyun foi dispensado de seu serviço militar.

### 2014-2017: saída de Janghyun,Sunny Blues,Waye disband
Em 17 de janeiro, a LOEN Entertainment anunciou que o Sunny Hill estaria retornando como um grupo co-ed com seu terceiro single digital, Do not Say Anything. Foi anunciado que o último de Janghyun participou do grupo antes da partida para prosseguir sua carreira como produtor. O Sunny Hill lançou seu terceiro single digital, Do Not Say Anything, pela última vez como grupo co-ed em 24 de janeiro.
Sunny Hill lançou seu primeiro álbum de estúdio, Sunny Blues, separado na Part A e Part B, sete anos após sua estréia. Eles lançaram o Sunny Blues Part A, composto por oito faixas com a faixa-título Monday Blues em 21 de agosto de 2014. A Sunny Blues Part B lançada em 29 de janeiro de 2015, consiste em nove faixas com a faixa título Child In Time.
Sunny Hill lançou o seu quarto álbum único, Way, com a faixa-título On the Way Home em 29 de agosto de 2016. A faixa-título é uma mistura otimista de pop antigo e eletrônico que retrata a história sobre os desejos de voltar para casa e se afasta do lado duro da realidade.
Em 18 de agosto de 2017, a Fave Entertainment divulgou uma declaração anunciando que Sunny Hill deixou a atual gravadora e continuará como um grupo em outra gravadora.

### 2019–dias atuais: Novas integrantes e retorno com NomNomNom
Em  25 de abril, em 2019, Sunny Hill assinou com a BOD Entertainment. O grupo continuou com Bitna (conhecida antes como SeungAh), Kota e duas novas integrantes: Eunju (que era uma cantora solo sob o nome "Ray.B") and Geonhee (ex-integrante de Purfles) depois que Jubi e Misung escolheram deixar o grupo.
Sunny Hill fizeram seu retorno com a música NomNomNom (놈놈놈) no dia 25 de Outubro de 2019.

## Integrantes
- Bitna (빛나) (antigamente conhecida como SeungA), nascida Lee SeungAh (이승아), no dia 29 de Março de 1987 em Seul, Coreia do Sul.
- Kota (코타), nascida Ahn JinAh (안진아), em 14 de outubro de 1987 em Seul, Coreia do Sul.
- Eunju (은주), nascida em 7 de novembro de 1988.
- Geonhee (건희), nascida Park Geonhee (박건희), em 18 de maio de 1990.

### Ex-integrantes
- Jubi (주비)
- Misung (미성)
- Janghyun (장현)

## Discografia
Extended plays
- Midnight Circus (2011)
- Antique Romance (2012)

Álbuns single
- Love Letter (2007)
- 2008 My Summer (2008)
- The Grasshoppers (2012)

Singles digitais
- Pray (2011)
- Is The White Horse Coming? (2012)

## Prêmios
| Ano  | Prêmio                                                                          |
| ---- | ------------------------------------------------------------------------------- |
| 2007 | - Cyworld Digital Music Awards: Rookie do Mês (Outubro) ("Ring Back Tone")      |
| 2011 | - 3º Melon Music Awards: Music Style Best OST (Pit-a-Pat The Greatest Love OST) |